# Norwegische Küstenwache

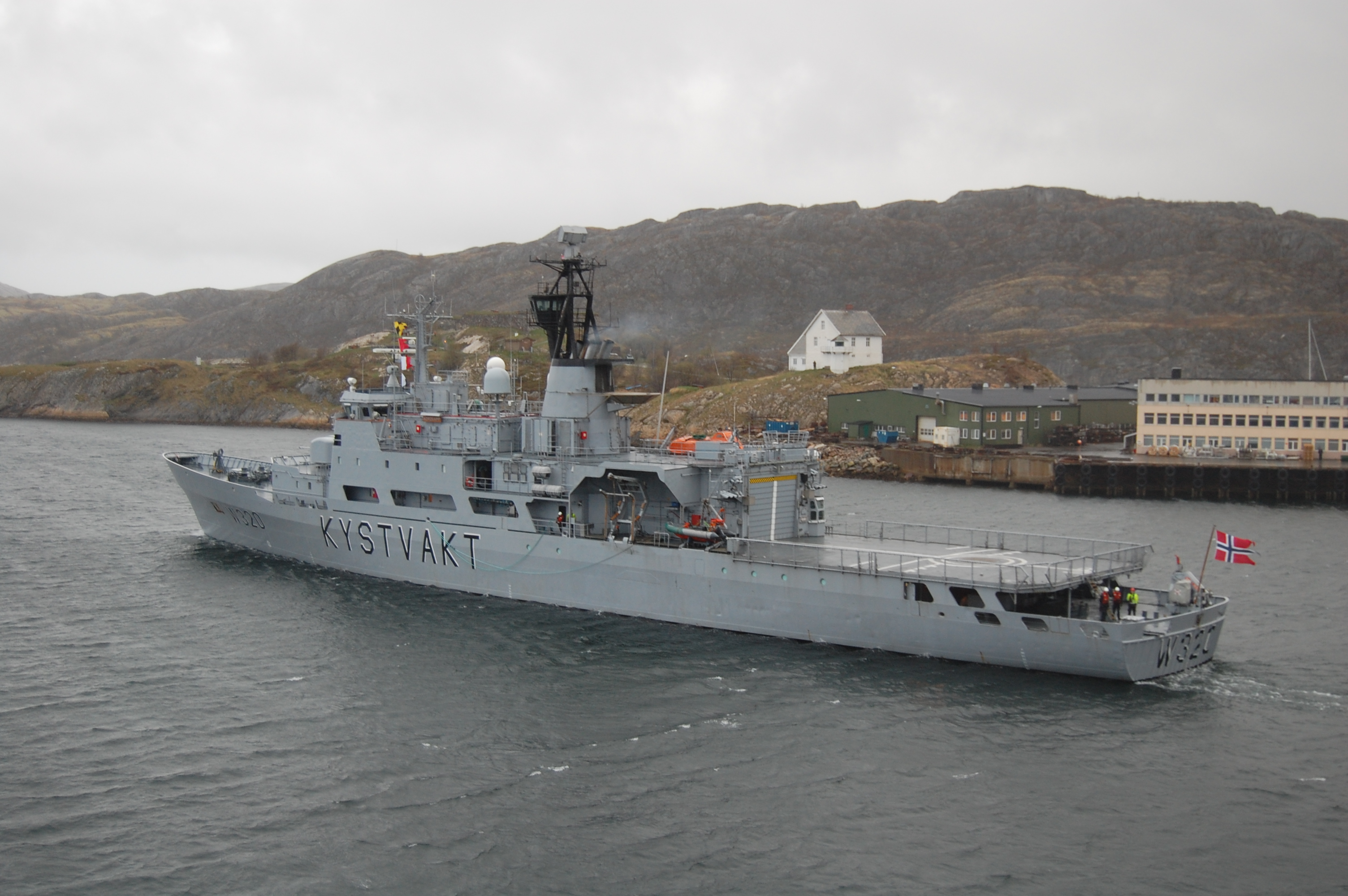
Nordkapp (W320)

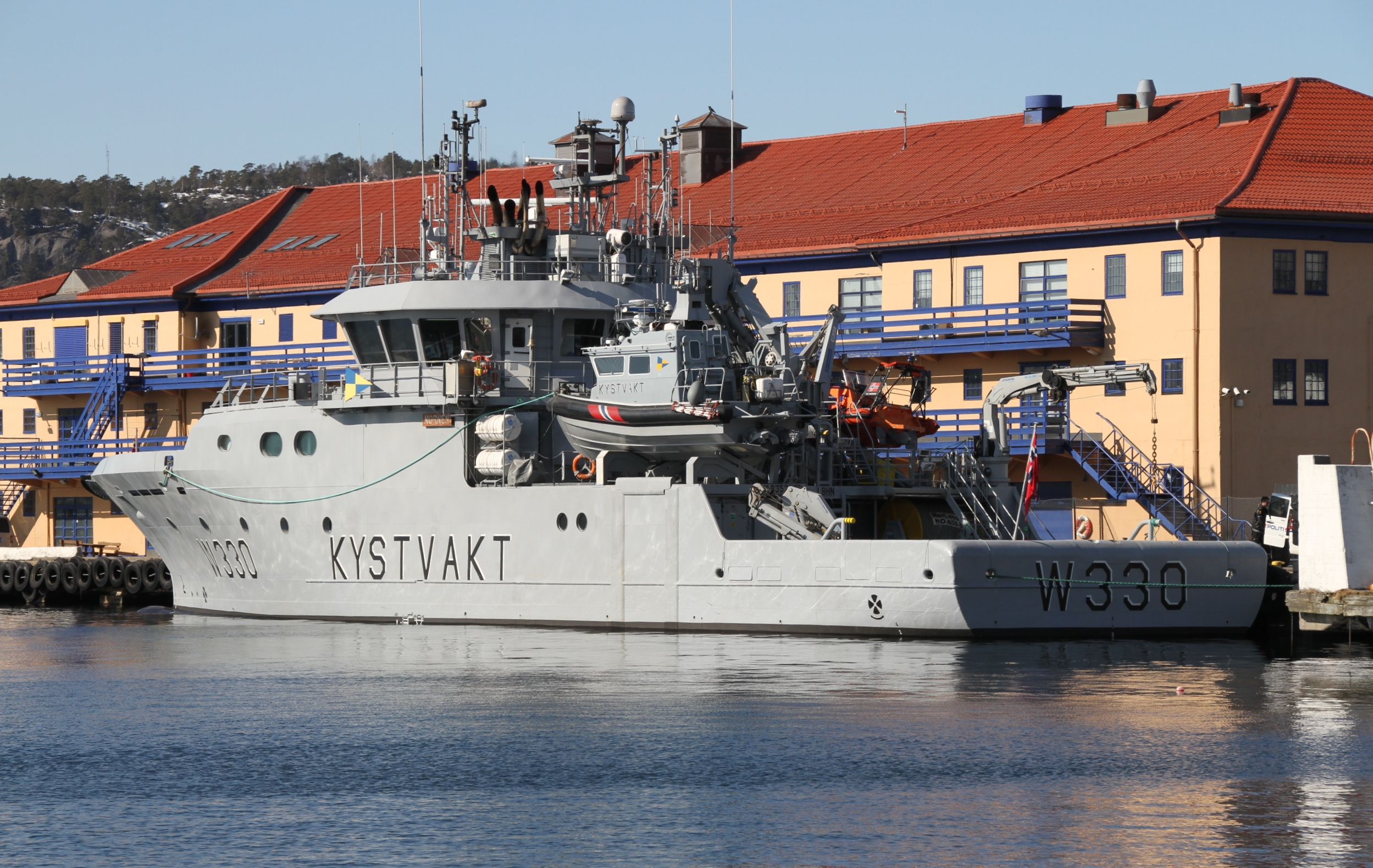
Nornen (W330) in Kristiansand

Die norwegische Küstenwache (Kystvakt) ist neben der norwegischen Marine einer der beiden Teile der Seestreitkräfte des Landes. Die Personalstärke betrug 2020 812 (darunter 412 Wehrpflichtige und 16 Zivilisten). Der Hauptstützpunkt befindet sich in Sortland auf der Inselgruppe Vesterålen. Die schwimmenden Einheiten führen das Schniffsnamenpräfix KV (im Unterschied zum Präfix KNM der norwegischen Marine).

## Geschichte
Die Küstenwache ging aus dem im Jahr 1908 gegründeten Fischereiüberwachungsdienst hervor. Dabei handelte es sich um eine gemeinsame militärische und zivile Einrichtung, die während der Saison Fischereifahrzeuge anmietete, um größere Marineschiffe zu ergänzen. Dieser Dienst wurde im Jahr 1961 in die militärisch organisierte Fischereiaufsicht umgewandelt. Die heutige Küstenwache wurde am 1. April 1977 gegründet, im selben Jahr, in dem Norwegen seine 200-Meilen-Zone abgrenzte. Die Umstrukturierung führte zur Auslieferung der größeren Schiffe der Nordkapp-Klasse für den Offshore-Bereich und der Lynx-Hubschrauber. Die Indre Kystvakt, zuständig für küstennahe Bereiche, wurde 1996 gegründet. Die Küstenwache war 1990 bis 1991 an Einsätzen im Golfkrieg und 2014 an der Vernichtung syrischer Chemiewaffen beteiligt.

## Aufgaben
Neben der Überwachung der Hoheitsgewässer, der 200-Meilen-Zone, den Fischereischutzzonen vor Spitzbergen, Jan Mayen und dem norwegischen Festland gehören zu ihren Aufgaben SAR-, Umweltschutz- sowie Unterstützungseinsätze für andere Behörden.

## Ausrüstung
Zur Erfüllung dieser Aufgaben verfügt die Küstenwache über 15 eigene Patrouillenboote, davon 10 hochseetüchtige Boote, und fünf, die in küstennahen Gewässern eingesetzt werden.
- Nordkapp-Klasse
  - Nordkapp (W320), Senja (W321), Andenes (W322)
- Alta-Klasse (Minensuchboot, 1990–1997 bei Kværner in Mandal gebaut):[3]
  - Alta (M350), Otra (M351), Rauma (M352), Orkla (M353, 2002 nach Brand außer Dienst gestellt), Glomma (M354, 1999 aufgelegt, 2009 verkauft)
- Oksøy-Klasse (Minenjagdboot, 1990–1995 bei Kværner in Mandal gebaut):[4]
  - Oksøy (M340, 2005 aufgelegt, 2009 verkauft), Karmøy (M341), Måløy (M342), Hinnøy (M343), Glomma (M354)
- Nornen-Klasse (2006–2008 von Morska Stocznia Remontowa Gryfia in Stettin gebaut):[5]
  - Nornen (W330), Farm (W331), Heimdal (W332), Njord (W333), Tor (W334), Magnus Lagabøte (W335)
- Barentshav-Klasse (2009–2010 von Myklebust Verft in Gursken, Norwegen gebaut):[6]
  - Barentshav (W340), Bergen (W341), Sortland (W342)
- Reine-Klasse (2010–2011 von Morska Stocznia Remontowa Gryfia in Stettin gebaut):[7]
  - Magnus Lagabøte (P381 - 2010–2013 bei Marineheimwehr, W335), Olav Tryggvason (P380)
- Die Jan-Mayen-Klasse wird ab 2023 die Schiffe der Nordkapp-Klasse ersetzen.

Einzelschiffe:
- Harstad (W318, 2005 bei der Søviknes Verft in Søvik gebaut)[8]
- Svalbard (W303, Eisbrecher, 2000 auf der Tangen Verft in Kragerø gebaut)
- Ålesund (W312, hochseetaugliches Küstenwachboot, 1996 auf der Myklebust Verft in Gursken gebaut, erst 2006 in Betrieb genommen).

Zudem sind weitere, zivil gecharterte und bewaffnete Boote im Einsatz. Ferner hat die Kystvakten neun Fischereischutzschiffe im Einsatz; für Lufteinsätze verfügt sie über sechs Lynx Mk.86-Hubschrauber, die von der norwegischen Luftwaffe betrieben werden.